# Sabacarus japonicus
Sabacarus japonicus är en kvalsterart som beskrevs av Shimano och Aoki 1997. Sabacarus japonicus ingår i släktet Sabacarus och familjen Oribotritiidae. Inga underarter finns listade i Catalogue of Life.